# Colin Campbell (Leichtathlet)
Colin Campbell (Colin William Ashburner Campbell; * 20. Juni 1946 in London; † 23. Dezember 2024) war ein britischer Sprinter, Mittelstreckenläufer und Bobsportler.

## Sportliche Laufbahn
1968 wurde er bei den Europäischen Hallenspielen in Madrid Vierter über 400 m. Bei den Olympischen Spielen in Mexiko-Stadt erreichte er über 400 m das Viertelfinale und wurde in der 4-mal-400-Meter-Staffel Fünfter.
1969 wurde er bei den Europäischen Hallenspielen in Belgrad erneut Vierter über 400 m. Bei den Leichtathletik-Europameisterschaften in Athen schied er über 400 m im Halbfinale aus und wurde mit der britischen Mannschaft in der 4-mal-400-Meter-Staffel Sechster.
Über 800 m wurde er 1970 bei den Leichtathletik-Halleneuropameisterschaften in Wien Sechster und für England startend bei den British Commonwealth Games in Edinburgh Achter. Bei den Olympischen Spielen 1972 in München schied er im Vorlauf und bei den British Commonwealth Games 1974 im Halbfinale aus.
Nach dem Abschluss seiner Leichtathletikkarriere gehörte er bei den Olympischen Winterspielen in Innsbruck zum britischen Viererbob, der den 13. Platz belegte.

## Persönliche Bestzeiten
- 400 m: 46,35 s, 17. Oktober 1968, Mexiko-Stadt (handgestoppt: 45,9 s, 2. Juli 1968, Zürich)
  - Halle: 47,4 min, 9. März 1969, Belgrad
- 800 m: 1:46,1 min, 26. Juli 1972, Helsinki
  - Halle: 1:49,6 min, 31. Januar 1970, Cosford